# Долинское (Сумская область)
Долинское (укр. Долинське; до 2024 года — Червоная Долина) — село, Липоводолинский поселковый совет, Роменский район, Сумская область, Украина. Код КОАТУУ — 5923255106. Население по переписи 2001 года составляло 8 человек.

## Географическое положение
Село Червоная Долина находится на расстоянии в 2 км от пгт Липовая Долина и сёл Весёлое и Сидоренково. По селу протекает пересыхающий ручей с запрудой.